# Nibiru (canción)
«Nibiru» es una canción del cantante portorriqueño Ozuna. Se lanzó el 29 de noviembre de 2019 como el sexto sencillo de su tercer álbum de estudio Nibiru.

## Antecedentes y lanzamiento
Para la promoción del álbum, Ozuna comenzó a divulgar "Planeta Nibiru", una serie de canciones conformado por cinco capítulos en total, en cada una de las pistas ha llevando una historia de cómo y qué es Nibiru. Finalmente, el tema se estrenó el 29 de noviembre de 2019, como el tercer episodio, después de «Fantasía» y «Hasta que salga el sol».

## Composición
«Nibiru» fue escrita por el cantante junto a José Aponte, Joseph Vélez y Gaby "Metalico", mientras que la producción fue llevada a cabo por Alex Killer y Gaby Metalico.

## Vídeo musical
El video musical de «Nibiru» se estrenó el 29 de noviembre de 2019. El material audiovisual formó parte de una serie de vídeos que Ozuna sube a sus plataformas en YouTube, siendo el capítulo tres de cinco en total. Se estrenó luego de los vídeos de «Hasta que salga el sol», como episodio dos y «Fantasía» como el uno. En el Ozuna está nadando mientras las sirenas lo ayudan a llegar a la cima. Al salir, se encuentra con una enorme cueva rodeada de rocas en las que comienza a ver extraterrestres que salen de sus paredes. El vídeo fue dirigido por Colin Tiley, y a marzo de 2020 cuenta con 9 millones de reproducciones.

## Historial de lanzamiento
| País   | Fecha                   | Formato                     | Discográfica            | Ref   |
| ------ | ----------------------- | --------------------------- | ----------------------- | ----- |
| Varios | 29 de noviembre de 2019 | Descarga digital, Streaming | Aura Music y Sony Latin | [ 1 ] |